# Szánkó a 2010. évi téli olimpiai játékokon
A 2010. évi téli olimpiai játékokon a szánkó versenyszámait a whistleri Whistler Sliding Centre sportközpontban rendezték meg február 13. és 17. között.
A férfiaknak két, a nőknek egy versenyszámban osztottak érmeket.

## Tragédia a megnyitó előtt
A 21 éves grúz Nodar Kumaritasvili végzetes balesetet szenvedett az olimpiát közvetlenül megelőző edzésen a Whistler Sliding Centre télisportközpontban található pályán. Az edzés során mintegy 150 kilométeres sebességnél elvesztette uralmát a szánkója fölött, majd kirepült a pályáról, és a pálya fémszerkezetének ütközött. A sportolót a helyszínen újraélesztették, és mentőhelikopterrel elszállították a közeli kórházba, ám az életét már nem tudták megmenteni ott sem.
A grúz olimpiai csapat ennek ellenére részt vett az olimpia nyitóünnepségén, ahol a csapat tagjai fekete sállal a nyakukban és fekete szalagos grúz zászló alatt vonultak fel. Az ünnepség során egyperces néma csenddel emlékeztek a sportolóra. A másik grúz szánkós nem vett részt a versenyen.

## Részt vevő nemzetek
A versenyeken 25 nemzet 107 sportolója vett részt.
| Nemzet                 | Férfi | Női | Kettes | Összesen |
| ---------------------- | ----- | --- | ------ | -------- |
| Argentína (ARG)        | 1     | 0   | 0      | 1        |
| Ausztrália (AUS)       | 0     | 1   | 0      | 1        |
| Ausztria (AUT)         | 3     | 2   | 2      | 9        |
| Bulgária (BUL)         | 2     | 0   | 0      | 2        |
| Csehország (CZE)       | 2     | 0   | 1      | 4        |
| Egyesült Államok (USA) | 3     | 3   | 2      | 10       |
| Franciaország (FRA)    | 1     | 0   | 0      | 1        |
| Grúzia (GEO)           | 0*    | 0   | 0      | 0        |
| India (IND)            | 1     | 0   | 0      | 1        |
| Japán (JPN)            | 1     | 2   | 0      | 3        |
| Kanada (CAN)           | 3     | 3   | 2      | 10       |
| Dél-Korea (KOR)        | 1     | 0   | 0      | 1        |
| Lettország (LAT)       | 3     | 3   | 2      | 10       |
| Lengyelország (POL)    | 1     | 1   | 0      | 2        |
| Moldova (MDA)          | 1     | 0   | 0      | 1        |
| Nagy-Britannia (GBR)   | 1     | 0   | 0      | 1        |
| Olaszország (ITA)      | 3     | 1   | 2      | 8        |
| Németország (GER)      | 3     | 3   | 2      | 10       |
| Oroszország (RUS)      | 3     | 3   | 2      | 10       |
| Románia (ROU)          | 1     | 2+  | 2      | 7        |
| Szlovénia (SLO)        | 1     | 0   | 0      | 1        |
| Svájc (SUI)            | 1     | 1   | 0      | 2        |
| Szlovákia (SVK)        | 1     | 2   | 1      | 5        |
| Tajvan (TPE)           | 1     | 0   | 0      | 1        |
| Ukrajna (UKR)          | 0     | 2   | 2      | 6        |
| Összesen: 25 nemzet    | 39    | 29  | 20     | 107      |

*A grúz Nodar Kumaritasvili az edzésen elhunyt, a szintén grúz Levan Guresidze visszalépett.

+A román Violeta Strămăturaru visszalépett.

## Éremtáblázat
(Az egyes számoszlopok legmagasabb értéke, vagy értékei vastagítással kiemelve.)
| A 2010. évi téli olimpiai játékok éremtáblázata szánkóban | A 2010. évi téli olimpiai játékok éremtáblázata szánkóban | A 2010. évi téli olimpiai játékok éremtáblázata szánkóban | A 2010. évi téli olimpiai játékok éremtáblázata szánkóban | A 2010. évi téli olimpiai játékok éremtáblázata szánkóban | Olimpia  |
| --------------------------------------------------------- | --------------------------------------------------------- | --------------------------------------------------------- | --------------------------------------------------------- | --------------------------------------------------------- | -------- |
|                                                           | Ország                                                    | Arany                                                     | Ezüst                                                     | Bronz                                                     | Összesen |
| 1.                                                        | Németország (GER)                                         | 2                                                         | 1                                                         | 2                                                         | 5        |
| 2.                                                        | Ausztria (AUT)                                            | 1                                                         | 1                                                         | 0                                                         | 2        |
|                                                           |                                                           |                                                           |                                                           |                                                           |          |
| 3.                                                        | Lettország (LAT)                                          | 0                                                         | 1                                                         | 0                                                         | 1        |
|                                                           |                                                           |                                                           |                                                           |                                                           |          |
| 4.                                                        | Olaszország (ITA)                                         | 0                                                         | 0                                                         | 1                                                         | 1        |
|                                                           |                                                           |                                                           |                                                           |                                                           |          |
| Összesen                                                  | Összesen                                                  | 3                                                         | 3                                                         | 3                                                         | 9        |

## Érmesek
Nodar Kumaritasvili tragikus balesetét követően a versenybizottság február 13-án úgy döntött, hogy férfi verseny rajthelyét lehozzák a kettes, illetve a női egyes versenyszámok rajthelyére, ezzel is csökkentve a versenyzők sebességét. Grúzia másik szánkósa, Levan Guresidze nem állt rajthoz.
A férfi kettes és a női verseny rajthelyét áthelyezték a junior versenyszámok rajthelyére.
| A 2010. évi téli olimpiai játékok érmesei szánkóban |                                                   |          |                                             |          |                                                      |          |
| Versenyszám                                         | Arany                                             | Arany    | Ezüst                                       | Ezüst    | Bronz                                                | Bronz    |
| Férfi egyes                                         | Felix Loch · Németország (GER)                    | 3:13,085 | David Möller · Németország (GER)            | 3:13,764 | Armin Zöggeler · Olaszország (ITA)                   | 3:14,375 |
| Női egyes                                           | Tatjana Hüfner · Németország (GER)                | 2:46,524 | Nina Reithmayer · Ausztria (AUT)            | 2:47,014 | Natalie Geisenberger · Németország (GER)             | 2:47,101 |
| Kettes                                              | Ausztria (AUT) · Wolfgang Linger · Andreas Linger | 1:22,705 | Lettország (LAT) · Andris Šics · Juris Šics | 1:22,969 | Németország (GER) · Patric Leitner · Alexander Resch | 1:23,040 |